# 堀川まゆみ
堀川 まゆみ（ほりかわ まゆみ、1958年5月2日 - ）は沖縄県宜野湾市出身の作曲家、ラジオパーソナリティ及び元モデル、元女優、元歌手。
スペイン系フィリピン人の父と日本人の母との間に生まれた。身長163cm（1978年12月）。シンガーソングライターREMEDIOSこと麗美は実妹にあたる。

## 略歴
父親もギタリストで、まゆみも5歳からピアノを習った。地元沖縄の米軍向けバーで、父と一緒にディキシーランド・ジャズピアノを弾いているところをスカウトされ芸能界入り。ピアニスト志望で上京したが、1978年に4代目クラリオンガールに選出。同年資生堂のモデルに抜擢され人気を集め、自身の本意とは裏腹にモデルとして売れる結果となった。同年11月、シングル「ダディー／ラスト・フレイズ」でCBS・ソニーから歌手デビュー。女優としては1980年にテレビドラマ『大激闘マッドポリス'80』のレギュラー刑事役でデビューし、以降は『プロハンター』（日本テレビ）『ザ・ハングマン』（朝日放送）など、主にサスペンスやアクション物のドラマなどで活動した。

### 芸能活動休止〜作曲家転身
1982年、映画監督・武智鉄二の映画『華魁』の主演が決まり記者会見にも出席したが、撮影開始直前に降板。後日、本人が明かしたところによると、「ヌードと本番シーンがあるけど大丈夫か?」と事務所に訊かれた際、「本番」の意味を知らずに引き受け、撮影直前の具体的な打合せの時に初めてその意味を履き違えていたことに気がつき大慌てで降板（後に映画は親王塚貴子主演で公開）。この件により多方面に迷惑を掛けたこともあり芸能活動が困難となり、そのまま女優業を休止する。映画の前のオーディションではヌードにもなったと、武智は証言した。映画とタイアップで企画制作されたヌード写真集は、事前に撮影を済ませていたため、映画降板とは関係なく出版された。DIATONE ポップス ベスト10（FM東京）ではラジオパーソナリティとして出演した。
1985年、名前をMAYUMIと改め、主に作曲家として音楽活動を再開。洗練されたシティ・ポップ感覚の作風で多数のヒット曲を手がける。

## ディスコグラフィ

### シングル
1. ダディー／ラスト・フレイズ（1978年11月1日）CBS・ソニー
2. レモン感覚／もうすぐSteady（1979年4月1日）CBS・ソニー
3. ニューヨーク・ドール／クライマックス（1979年9月1日）CBS・ソニー
4. FM RADIO BAND／IT'S OVER（1986年1月21日）※MAYUMI名義、air RECORDS

### アルバム
1. 楡（エルム）通りの少女（1978年12月5日）CBS・ソニー
2. MAYM（1986年1月21日）※MAYUMI名義、air RECORDS
3. The Art Of Romance（1993年11月19日）※MAYUMI名義、フォーライフ・レコード

### サウンドトラック
- Ruby[5]（1987年、テレビドラマ『あぶない刑事』挿入歌）

## 作曲
- 石田ひかり／「潮風の秘密」
- 稲垣潤一／「Memories」「時を越えて」「ひとつの椅子」「Money Girl」「君に逢いたい午後」「短くも美しく燃えて」「夏が消えてゆく」「いちばん近い他人」「Love Is Hard Business」「Get Back To Myself」「Pretend」「僕ならばここにいる」「Like a moonlight」「永遠より長いキス」「君がそばにいるだけで僕はすべてを手に入れた」
- 今井美樹／「今日私はひとり」「初恋のように」「Anytime Manytimes」「去年は、8月だった」「SATELLITE HOUR」「Lluvia」「かげろう」「春の日」「汐風」
- 岡田有希子／「Walking In The Moonlight」「星と夜と恋人たち」「Lady Joker」
- 河合奈保子／「Traveling Life」
- Qlair／「夢見るヴァイオリン」
- 桑田靖子／「Fade In」「Never Again」
- 小泉今日子／「Flapper」
- 国生さゆり／「さかな」
- 小比類巻かほる／「長く熱い夜」
- 西城秀樹／「ワインカラーの衝撃」「オリーブのウェンズディ」「City Dreams From Tokyo」（「追憶の瞳 〜LOLA〜」収録曲）「MADNESS」
- 斉藤由貴／「今だけの真実」「ストローハットの夏想い」「いちご水のグラス」「MAY」「冒険小僧」「かわいいあたし」「Thanks!」「朝の風景」
- 酒井法子／「イヴの卵」「幸せにいちばん近い席」
- 佐野量子／「キラキラの秋」「純情シルエット」「夏のフィナーレ」
- 刀根麻理子／「少しだけ…」
- 富田靖子／「涙色のファンシー・リング」
- 中山美穂／「ハートSMOKE」
- 西村知美／「21の回転」
- 忍者「Two Hearts」
- 野田幹子／「この駅から」
- 早瀬優香子／「セシルはセシル」「ピンクのCHAPEAU」「My Storm」
- ブレッド&バター／「熱い夜」「Nonstop to Brazil」
- BaBe／「She has a dream」 （1989年3月1日）
- 堀ちえみ／「刹那の華」
- 松本伊代／「恋心3オクターブ」「魅惑の扉」
- 松本典子／「KISSが届かない」「今夜も眠れない」
- 三浦理恵子／「5日遅れのバースデー」(アルバム「Belong To You」)
- 水谷麻里／「Misty Rain」
- 八木さおり／「円盤上の"I love you"」「コメディーはせつなくて」「瞬間の魔法」「天使もパニック」「Heart Beatきかせて」
- 麗美／「朝な夕なに」「鏡の迷路（STRANGLED IN LOVE）」「CARRY ON」「国際線」「すぐそばにいるの」「誰かが君を待っている」「Ring!」
- 渡辺満里奈／「Cotton Candy」「八月、最初の水曜日」「BE WITH YOU」「星降る島にて」

他多数

## 作詞
- 早見優／「CLASH（English Ver.）」「西暦1986（English Ver.）」「Tonight（English Ver.）」「I'll Still Be Loving You」「PASSION（English Ver.）」
- 小林明子／「Miracle Of Love」「Maybe This Time」
- 麗美／ 「SHOT GUN」
- 西城秀樹／ 「City Dreams From Tokyo」（「追憶の瞳 〜LOLA〜」収録曲）

## 出演

### テレビドラマ
- 大激闘マッドポリス'80（1980年4月8日 - 7月22日、日本テレビ） - 緑川悠子
  - 特命刑事（1980年7月29日 - 9月30日、日本テレビ） - 緑川悠子
- 噂の刑事トミーとマツ 第53話「夜更けのダンスは死のタンゴ」（1980年、 TBS/大映テレビ） - マリア
- プロハンター 第13話「北北西に向かって走れ」ゲスト（1981年6月30日、日本テレビ）
- 西部警察 PART-II 第39話「謎の亡命者」（1983年3月13日、テレビ朝日）- ローラ三宅
- 特捜最前線 第343話「汚職官僚の妻!」（1984年、テレビ朝日） - 田村正子
- 必殺仕事人III（テレビ朝日）
- 擬装結婚（1983年4月13日 - 6月15日、TBS）
- 必殺仕事人IV 第7話「主水 忘年会の幹事でトチる」（1983年12月9日、朝日放送） - 芸者・花蝶
- 火曜サスペンス劇場 殺意の海（1983年10月25日、日本テレビ）
- 激愛・三月までの…（1984年1月19日 - 3月29日、TBS）
- ニュードキュメンタリードラマ昭和 松本清張事件にせまる 第2回「東京ローズは誰か?」（1984年4月19日、テレビ朝日）
- 土曜ワイド劇場 結婚案内ミステリー風 略奪された花嫁!（1984年5月5日、テレビ朝日）
- ザ・ハングマン4 第7話「大学マフィアが女子大生をポルノにさせる!」ゲスト（1984年11月2日、朝日放送） - 城南大学自治会会長・寺井信子
- ヴァージン・ロード（1984年11月17日、フジテレビ）
- 火曜サスペンス劇場 黒いドレスの女（1985年1月1日、日本テレビ）

### ラジオ
- 百万人の英語 英会話番組アシスタント
- FM東京　DIATONEポップスベスト10　第4代パーソナリティ（1981年-1982年）
- SANRAKU ALBUM TOP 10（FM横浜）

### CM
- 資生堂 コルニッシュ
- ライオン エメロン ミンキー
- アサヒビール 三ツ矢レモン500
- 日本自動車工業会

## 写真集
- 堀川まゆみ写真集（1984年8月25日、英知出版、撮影：佐藤健）